# Banchus
Banchus is een geslacht van insecten uit de familie Ichneumonidae.

## Soorten
- B. agathae Fitton, 1985
- B. altaiensis Meyer, 1927
- B. apenes Townes, 1978
- B. canadensis Cresson, 1868
- B. ceratura Townes, 1978
- B. cerinus Chandra & Gupta, 1977
- B. ciliatus Townes, 1978
- B. cinctus Townes, 1978
- B. crefeldensis Ulbricht, 1916
- B. cressonii (Viereck, 1902)
- B. dilatatorius (Thunberg, 1822)
- B. epactius Townes, 1978
- B. falcatorius (Fabricius, 1775)
- B. flavescens Cresson, 1868
- B. flavicauda Townes, 1978
- B. flavomaculatus (Cameron, 1904)
- B. gilvus Townes, 1978
- B. gudrunae Fitton, 1985
- B. hastator (Fabricius, 1793)
- B. inermis Provancher, 1874
- B. insulanus Roman, 1938
- B. japonicus (Ashmead, 1906)
- B. leptoceras Townes, 1978
- B. leptura Townes, 1978
- B. mauricettae Fitton, 1985
- B. mexicanus Cameron, 1886
- B. minor Townes, 1978
- B. moppiti Fitton, 1985
- B. nigroflavus Townes, 1978
- B. nigrolineatus (Cameron, 1905)
- B. nox Morley, 1913
- B. nubilus Townes, 1978
- B. palpalis Ruthe, 1859
- B. pallescens Provancher, 1874
- B. pictus Fabricius, 1798
- B. polychromus Provancher, 1888
- B. poppiti Fitton, 1985
- B. punkettai Fitton, 1985
- B. robustus Rudow, 1883
- B. rufescens Townes, 1978
- B. russiator Aubert, 1981
- B. sanjozanus Uchida, 1929
- B. superbus Cresson, 1865
- B. teres Townes, 1978
- B. tholus Fitton, 1985
- B. tumidus Chandra & Gupta, 1977
- B. turcator Aubert, 1981
- B. vittosus Townes, 1978
- B. volutatorius (Linnaeus, 1758)
- B. zonatus Rudow, 1883